# 70 Virginis b
70 Virginis b is een exoplaneet die in 116,6884 dagen rond de gele dwerg 70 Virginis draait, in een sterk excentrische baan, op een afstand van gemiddeld 0,484 AE. Omwille van de hoge massa, ongeveer 2381 maal die van de aarde, neemt men aan dat het om een gasreus gaat.
De exoplaneet werd in 1996 ontdekt door Geoffrey Marcy en R. Paul Butler met de "radialesnelheidsmethode".